# 基隆火山群

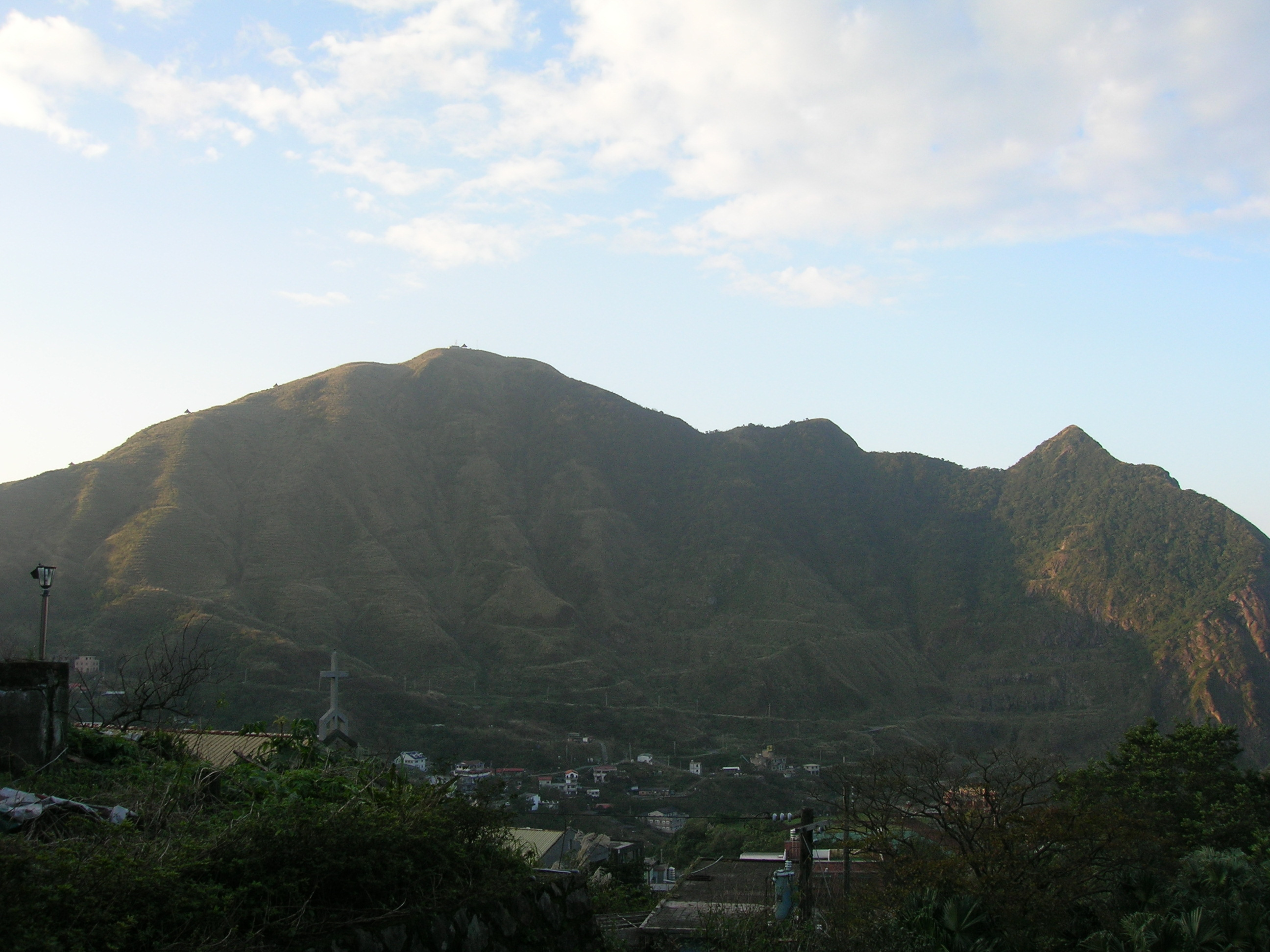
基隆火山群中的基隆山，海拔588公尺。

基隆火山群是在台灣北部的火山群，位在台北市和基隆市東方，台灣的北海岸旁。基隆火山群有台灣最大的金銅沉積。

## 火山列表
- 基隆山
- 新山火山體（九份火山體、九份新山）：位於新北市瑞芳區瓜山里，地緣上雖屬於金瓜石地區，[2][3]但其礦體在當地屬於「脈型金礦體」，昔日劃入「九份礦區」。[4]該火山體潛存於地下，並未露出地表而形成地形上的「火山」。[5]
- 本山（金瓜石本山）
- 牡丹山（武丹坑山）
- 草山
- 雞母嶺：位於草山南方的獨立火山體，南北狹長，包括草山南峰及南草山。

## 岩性
- 火山深成形成的閃長岩